# Maya Hills
Maya Hills, née le 21 août 1987 à Ekaterina Vtorushina en Sibérie, est une actrice de films pornographiques russe. Arrivée à 8 ans aux États-Unis, elle y commence 10 ans plus tard sa carrière dans la pornographie, recevant alors de nombreuses récompenses des professionnels.

## Biographie
Elle est métissée russe et Eskimo.

## Récompenses et nominations
- AVN Awards
  - 2007 - nommée meilleure actrice[2]
  - 2007 - nommée meilleur sex oral
- CAVR Awards - 2007 nommée meilleure actrice de l'année[3]
- Urban X Awards - 2012 nommée [4]

## Filmographie sélective
- 2005 : Teens Cumming Of Age 4
- 2006 : Ten Little Piggies 8
- 2007 : Big Wet Asses 11
- 2008 : Ass Appeal 6
- 2009 : Lesbian Teen Hunter 4
- 2010 : Cock Craving Teens
- 2011 : Dream Teen 2
- 2012 : I Want To Fuck My Best Friend
- 2013 : Yoga Girls (de)
- 2014 : Booty Shorts 2
- 2015 : All By Myself 1
- 2016 : Woman's Touch
- 2017 : Housewives Demolition 2
- 2018 : Anal Experts (compilation)